# Victor Rifaut
Louis Victor Stefan Rifaut (París, 11 de gener, 1798 - Orleans, 2 de març, 1838) fou un compositor francès.
Fou deixeble d'Adam (pare) i, de Berton. El 1821 aconseguí el gran premi de composició, i fins al 1825 s'establí primer a Itàlia i després a Alemanya. Al seu retorn fou nomenat mestre acompanyant de l'Òpera Còmica, càrrec que abans ja havia desenvolupat, i més tard ingressà en el professorat del Conservatori.
Va compondre diverses òperes que es representaren sense pena ni gloria, entre elles:
- Le duel ou loi de Fréderic (1826);
- Le roi et le batelier, en col·laboració amb Halévy (1827);
- Le camp du drap d'or, amb Batton i Leborne (1828);
- Un jour de réception (1826);
- André ou la sentinelle perdue (1834);
- Gasparo (1836);
- Diane et Endymion cantata.